# خیناوا
خیناوا (به چکی: Chyňava) یک منطقهٔ مسکونی در جمهوری چک است که در ناحیه بروون واقع شده‌است.